# Světový den Braillova písma
Světový den Braillova písma je připomínkový den OSN, který připadá na 4. ledna a oslavuje povědomí o významu Braillova písma jako komunikačního prostředku pro naplnění lidských práv nevidomých a zrakově postižených lidí. Datum této události bylo vybráno Valným shromážděním OSN prostřednictvím proklamace v listopadu 2018 a připomíná narozeniny Louise Brailla, tvůrce tohoto systému psaní.
První Světový den Braillova písma se slavil 4. ledna 2019.